# Plazmodium

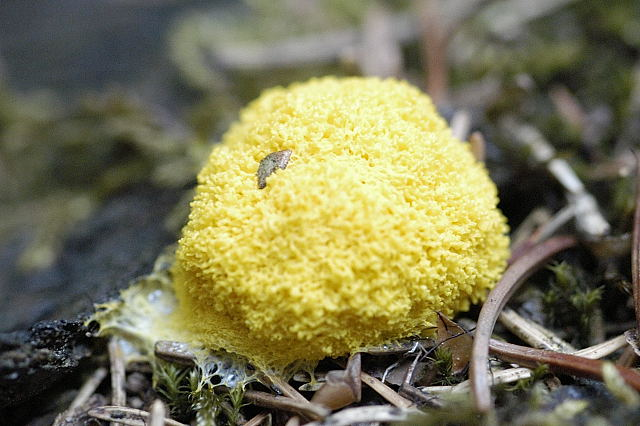
plazmodium hlenky Fuligo septica

Plazmodium je buněčná masa obklopená membránou s mnoha jádry, která vzniká dělením jader bez následujícího dělení buňky. Dělení plazmodia, které nemusí zahrnovat dělení jader, je plazmotomie. Často bývají výrazně zbarvená, a ačkoliv je tvoří pouze jednobuněčné organismy, mohou dosahovat makroskopických rozměrů. Plazmodium je typické pro pravé hlenky, dále se vyskytuje například u některých linií řas a v určitém smyslu i u nádorovek či výtrusenek.
Existuje však řada odchylek, které mají speciální pojmenování:
- pseudoplazmodium – např. u akrásií a diktyostelid; je to těsné seskupení myxaméb, které však nesplývají
- paraplazmodium – např. u nádorovek; na rozdíl od plazmodií hlenek nevznikají splýváním menších plazmodií + další rozdíly